# اسکندریه… نیویورک
اسکندریه… نیویورک (عربی مصری: إسكندرية .. نيويورك) یک فیلم به کارگردانی یوسف شاهین است که در سال ۲۰۰۴ منتشر شد. از بازیگران آن می‌توان به نیللی کریم اشاره کرد.